# Racovița (Brăila)
Pour les articles homonymes, voir Racovița.
Racovița est une commune roumaine située dans le județ de Brăila.